# Tirozină
Tirozina (prescurtată Tyr sau Y)  este un α-aminoacid neesențial, adică este sintetizat de organismul uman. Tirozina este folosită de organism ca precursor de bază pentru producerea neurotransmițătorilor, printre care se numără dopamina, adrenalina și noradrenalina. 
Codonii săi sunt UAC și UAU.